# Halesus digitatus
Halesus digitatus là một loài Trichoptera trong họ Limnephilidae. Chúng phân bố ở miền Cổ bắc.